# گای بریمن
گای روپرت بریمن (به انگلیسی: Guy Rupert Berryman)
(۱۲ آوریل ۱۹۷۸ در اسکاتلند) نوازنده گیتار باس گروه کلدپلی است.او به به عنوان سومین عضو گروه شناخته میشود و از سال 1997 در گروه فعالیت دارد. او در گروهی دیگر به ناماپراجتیک فعالیت دارد